# Жилко, Федот Трофимович
Федот Трофимович Жилко (укр. Федот Трохимович Жилко; 1 [14] марта 1908, Соловцовка, Пензенская губерния — 17 декабря 1995, Пушкино, Московская область) — украинский лингвист, диалектолог. Доктор филологических наук (1960), профессор (1961). Лауреат Государственной премии Украины в области науки и техники (2006, посмертно).

## Биография
Родился 1 (14) марта 1908 года в селе Соловцовка в семье переселенцев.
Во время Первой мировой войны переехал в село Македоны, на родину матери. Окончил Киевский институт профессионального образования (1932).
Работал в саратовской газете «Путем Ленина»; в Запорожье работал в газете «Красное Запорожье», преподавал украинский язык и литературу в школе и металлургическом техникуме; в Киевском педагогическом институте (с 1938, с перерывом во время ВОВ) был преподавателем украинского языка и диалектологии, в 1946—1948 годах — заведующим кафедрой украинского языка.
У 1951—1960 годах — главный редактор журнала «Українська мова в школі». В Институте языкознания им. А. А. Потебни работал с 1948 года, в 1950—1971 годах — заведующий отделом диалектологии, в 1971—1973 годах — старший научный сотрудник, научный консультант. Ответственный редактор «Диалектологического бюллетеня».
Автор работ в области теоретических проблем украинской лингвогеографии, фонологии украинского и других славянских языков, диалектного членения украинского языка, языка художественной литературы (в частности, произведений Ивана Франко, Марка Черемшины), ряда публикаций об украинских диалектологах. Под его руководством сформировалась украинская школа лингвистической географии. Разработал концепцию «Атласа украинского языка» и руководил его подготовкой. Подготовил программу и первый учебник украинской диалектологии для студентов филологических специальностей. Принимал участие в выработке концепции проекта «Общеславянского лингвистического атласа», добавил в него информацию об украинских диалектах. Участник 10-го конгресса лингвистов (Бухарест, 1961) и 5-го съезда славистов (София, 1963).
Участник Великой Отечественной войны, имел боевые награды.
Отец режиссёра Виктора Жилко.

## Избранные работы

### Отдельные издания
- «Українська діалектологія» (1940)
- «Мова Івана Франка» (1949).
- «Діалектологічний атлас української мови. Проспект» (1952).
- «Нариси з діалектології української мови» (1955, 2-е изд. 1966).
- Карта українських говорів (1955)
- «Говори української мови» (1958).
- «Фонологічні особливості української мови в порівнянні з іншими слов’янськими» (1963).
- «Українська лінгвістична географія» (соавтор; 1966).
- «Атлас української мови» (со-составитель и член редколлегии; в 3 т.; 1984—2001).

### Статьи
- Досягнення і завдання української лінгвістичної географії // «Мовознавство». — 1967. — № 4. — С. 3—11.
- Нейтралізація фонологічних опозицій в українській літературній мові // Мовознавство. — 1968. — № 4. — С. 17—24.
- Особенности контрастов фонетического уровня в украинском языке (вокализм) // Boпpocы языкознания. — 1971. — № 2. — С. 31—38.
- Про семантичні поля української мови // Українська мова і література в школі. — 1971. — № 12. — С. 25—32.
- Сучасна фонетична транскрипція української мови // Мовознавство. — 1972. — № 1. — С. 3—12.
- Некоторые вопросы картографирования в национальных атласах славянских языков // Советское славяноведение. — 1975. — № 3. — С. 92—101.
- Проблемы региональных атласов славянских языков // Советское славяноведение. — 1976. — № 3. — С. 81—88.
- Концепція «Атласу української мови» // Slavia. — 1980. — R. 49.
- Некоторые особенности фонем славянских языков // Slavia. — 1986. — № 2. — S. 150—157.
- Ареальні системи української мови // Мовознавство. — 1990. — № 4. — С. 18—27.